# Sollefteå Golfklubb
Sollefteå Golfklubb är en golfklubb i Ångermanland.
Golfklubben ligger i Österforse, cirka 15 kilometer väster om Sollefteå. Banan ligger öppet i en något kuperad skogsterräng. Den utsågs 2003 till Ångermanlands bästa bana.